# Metráček (román)
Metráček aneb nemožně tlustá holka je román českého spisovatele Stanislava Rudolfa. Dnes známá a populární kniha pro děti a mládež poprvé vyšla v tištěné formě v roce 1969. Dva roky poté (1971) byl román zfilmován, film Metráček vznikl v režii Josefa Pinkavy.

## Děj
Příběh se odehrává na malém městečku, kde se svými rodiči žije 14letá dívka jménem Jitka Pažoutková. Inspirací pro příběh a prostředí bylo město Lázně Bělohrad, kde autor v mládí učil.
Jitka čtenáře příběhem zavádí do života dospívajících osmáků a každodenních problémů obézní teenagerky, která prožívá různá dobrodružství, strasti, ale i první lásku. 
Jitka je terčem posměchů a narážek na její postavu, a to je jeden z důvodů začít zlepšovat její fyzický stav. Jitka začne chodit trénovat vybíjenou. Škola jde Jitce dobře, až na matematiku a tělocvik. Naopak září ve francouzštině. S maminkou a tatínkem má vztah dobrý, ačkoli občas nesnáší otcovu cholerickou povahu. Líbí se jí starší chlapec jménem Petr, který má ale oči pro její spolužačku Ninu.
Jednoho dne oznámí učitel tělocviku účast jejich školy na turnaji ve vybíjené. Jitka začne trénovat o to víc, aby byla vybrána do družstva, které bude školu reprezentovat. Nakonec se její dřina vyplatí a Jitka je spolu se spolužačkami Ninou a Andulou poctěna účastí na turnaji.
Přijde čas turnaje. Jitka se svými spoluhráčkami stojí v tělocvičně naproti nepřátelskému týmu a čeká na písknutí rozhodčího pro začátek hry. Všichni jsou nervózní, včetně jejich učitele tělesné výchovy Bohouška. Najednou se ozve tělocvičnou chlapecký výkřik: „Metráček!“ Sportovní hala se začne smát a přezdívka, o které všichni ví, že teď patří Jitce se rychle uchytí. Nina Jitku v této situaci velmi podpoří. Jejich tým nakonec turnaj vyhraje a Jitka má na tom velký podíl!
Po zápase přijde do šatny za Jitkou chlapec, z jehož úst vyšla přezdívka „Metráček“ jako první. Jmenuje se Honza a přišel se nejlepší hráčce turnaje omluvit a vyjádřit jí svůj obdiv. Jitka jeho slova nijak neprožívá, ale chlapec jí nakonec přinutí se přihlásit do místního atletického klubu, jelikož věří, že by Jitka byla velice šikovná ve vrhu koulí.
Jitčini rodiče tento nápad schválí a tak může začít dojíždět na tréninky. V hodu koulí jí jde bravurně a Honza, který ji do týmu zavedl, jí věnuje stále pozornost. Postupně se mezi nimi začíná rozvíjet něco víc než jen přátelství, a Jitka začíná přemýšlet méně o Petrovi. Po čase jí Petr přinese knihu, kterou slíbil, a Jitka ho doprovází ven z domu, protože tam nefungují žárovky. Před domem je však překvapená Honzou, který jejich setkání spatří a začne si odvozovat své.
Na trénincích se Honza Jitce vyhýbá a nekomunikuje s ní. To Jitku trápí a odráží se to i na jejích výkonech. Na závodech si Jitka opravdu nevede dobře a začínají si její nervozity a psychické nepohody všímat i ostatní členové klubu.
Během další cesty na závody se Jitčina kamarádka postará o to, aby seděla vedle Honzy. Dlouho spolu sedí v úplném tichu, až se Honza zeptá, jak to má s Petrem. Jitka mu odpoví, že je to jen kamarád, který jí přinesl knihu. Na důkaz ji mu chce i ukázat, ale v tašce, kde i Honza loudí pohledem spatří plyšového maskota, kterého Jitce nedávno daroval. Moc ho to potěší a jejich ruce se po čas cesty na závod spojí.

## Přijetí díla a interpretace

### Přijetí díla
Metráček vyšel poprvé v roce 1969 a rychle se stal populárním mezi čtenáři, především díky svému humornému a realistickému popisu dospívání. Kniha byla často čtena jak mladými dívkami, které se mohly ztotožnit s hlavní hrdinkou, tak i širší veřejností, která ocenila autorův smysl pro humor a jeho schopnost zachytit problémy a radosti dospívání.Rudolfovo dílo bylo pozitivně přijato nejen čtenáři, ale i kritiky. Kritici oceňovali zejména jeho autentický styl psaní a schopnost věrohodně vykreslit vnitřní svět dospívajících. Kniha byla také adaptována do filmové podoby v roce 1971, což dále přispělo k její popularitě a zvýšilo zájem o původní literární předlohu.

### Interpretace díla
Metráček je příběhem o dospívající dívce Jitce, která je přezdívána „Metráček“ kvůli své nadváze. Hlavním tématem knihy je sebepřijetí, hledání vlastní identity a překonávání osobních komplexů a společenských předsudků.

#### Hlavní motivy
- Sebepřijetí a sebedůvěra: Jitka se musí vyrovnávat s posměšky svých spolužáků a s vlastními pochybnostmi o sobě samé. Její cesta k přijetí sebe sama je klíčovým prvkem příběhu.
- Přátelství a podpora: Kniha ukazuje důležitost přátelství a podpory blízkých osob. Jitka nachází oporu ve své rodině a v nových přátelích, což jí pomáhá překonat těžkosti.
- Předsudky a jejich překonávání: Rudolf poukazuje na společenské předsudky spojené s fyzickým vzhledem a zdůrazňuje, že skutečná hodnota člověka nespočívá v jeho zevnějšku, ale v jeho charakteru a jednání.
- Osobní růst: Příběh je také o osobním růstu a zrání. Jitka se postupně učí, že musí být sama sebou a nesnažit se za každou cenu přizpůsobit očekáváním ostatních. Jde o „první životní křižovatku“ mladého člověka.[2]

Metráček tedy nabízí čtenářům nejen zábavný příběh, ale také důležité poselství o sebepřijetí, přátelství a překonávání předsudků. Tento román zůstává i po letech aktuální a oblíbený, což svědčí o jeho nadčasovosti a schopnosti oslovit různé generace čtenářů. Podle Stanislava Nezkusila dokonce Metráček, přestože je autorovou prvotinou, v čtenářském povědomí překrývá všechny jeho ostatní příběhy.

## Adaptace
Metráček byl poprvé publikován v roce 1969 a jeho název se zejména v osmdesátých letech stal pojmem. Jeho popularita přispěla ke vzniku stejnojmenné filmové verze z roku 1971. V této adaptaci se tvůrci drželi knižní předlohy a zahrnuli v ní všechny podstatné pasáže románu. Odlišovali se například v zastoupení postav a pořadí jednotlivých scén, mnohem většího prostoru se dočkal Jitčin kamarád „Lišák“, který se musel vyrovnávat s domácím násilím či nedostatkem kamarádů.